# Butcher's Crossing (filme)
Butcher's Crossing é um filme de faroeste americano de 2022 dirigido por Gabe Polsky em sua estreia narrativa no cinema, baseado no romance homônimo de 1960 de John Edward Williams . É estrelado por Nicolas Cage, Fred Hechinger, Xander Berkeley, Rachel Keller, Jeremy Bobb e Paul Raci .
Teve sua estreia mundial no Festival Internacional de Cinema de Toronto em 9 de setembro de 2022. Foi lançado pela Saban Films em 20 de outubro de 2023.

## Elenco
- Nicolas Cage as Miller[1]
- Fred Hechinger as Will Andrews[4]
- Jeremy Bobb as Fred Schneider[5]
- Paul Raci as McDonald[5]
- Xander Berkeley as Charlie Hoge[5]
- Rachel Keller as Francine[5]

## Produção
A fotografia principal começou em Montana em outubro de 2021.

## Direitos
Em setembro de 2021, foi anunciado que a Saban Films havia adquirido os direitos de distribuição do filme na América do Norte, Austrália, Nova Zelândia, África do Sul, França, Alemanha, Áustria, Suíça e Escandinávia, enquanto a Altitude Film Distribution cuidava das vendas internacionais e distribuía o filme. no Reino Unido e na Irlanda.
Butcher's Crossing teve sua estreia mundial no Festival Internacional de Cinema de Toronto em 9 de setembro de 2022. Foi lançado nos cinemas nos Estados Unidos em 20 de outubro de 2023.

### Resposta crítica
No site agregador de críticas Rotten Tomatoes, 73% das 56 resenhas dos críticos são positivas, com uma classificação média de 5.9/10. O consenso do site diz: "Butcher's Crossing benefits from Nicolas Cage's lead turn, which helps make this largely boilerplate Western more compelling than not." O Metacritic, que usa uma média ponderada, atribuiu ao filme uma pontuação de 55 em 100, baseado em 14 críticos, indicando críticas "mistas ou médias".